# Dangun
Dangun of Tangun is de mythologische schepper en eerste heerser van Korea. Hij zou zijn geboren in de Myonghangbergen uit een berin en de godenzoon Hwan Ung. De eerste geschreven bronnen over Dangun stammen uit de dertiende eeuw en staan in de Samguk Yusa, een verzameling gedichten, liederen, mythen en historiën over het oude Korea, geschreven door een boeddhistische monnik.

## Dangun Mythe
De mythe vertelt het volgende verhaal:
Aan het begin van de tijden vroeg de godenzoon Hwan Ung aan zijn vader Hwan In (환인, 桓因)) toestemming om naar de aarde af te dalen om de dolende en lijdende mensheid te redden. De oppergod stond deze nobele wens van zijn zoon met liefde toe en zond hem naar de Myohyangbergen in centraal Noord-Korea. Hwan Ung daalde hierop samen met de goden van de wind, regen en wolken (Pungsa, Usa en Unsa) en drieduizend volgelingen af naar de aarde om daar aan het hoofd van een hemels rijk te beslissen over oogsten, ziekten, gezondheid, leven en dood en nog 360 andere belangrijke zaken.
In diezelfde periode leefden ook een tijger en een berin in de Myohyangbergen. Zij wensten in mensen veranderd te worden en smeekten de godenzoon Hwan Ung deze wens in vervulling te laten gaan. Hwan Ung gaf de tijger en de berin daartoe gewijd voedsel en gaf ze de opdracht honderd dagen uit de zon te blijven. Alleen de berin slaagde voor deze proef en veranderde in een mooie jonge vrouw. Maar zonder de tijger had ze geen partner die haar een kind kon schenken. Uit medelijden nam Hwan Ung tijdelijk een menselijke gedaante aan, trouwde de berin en verwekte bij haar een zoon. Deze zoon was Dangun Wanggeom (단군왕검, 檀君 王儉), die toen hij volwassen was het rijk Gojoseon stichtte. Met dit rijk zou in 2333 v.Chr. Korea ontstaan zijn. In 1122 v.Chr. werd hij verdreven door koning Wu van de Chinese Zhou-dynastie. Hij zou terugkeren om zich als berggod te vestigen bij Asadal. Dangun zou 1500 jaar regeren en 1908 jaar oud worden. Zijn rijk zou drie millennia blijven bestaan.